# Phragmokon
Der Phragmokon ([ˌfrakmoːˈkoːn]; griech. φραγμός phragmos ‚Zaun, Begrenzung‘, κῶνος konos ‚Kegel‘), auch Phragmoconus genannt, ist der gekammerte Teil der Schale der Kopffüßer.

## Ammonoideen und Nautiloideen („Ectocochleata“)
Die äußere Schale ursprünglicher Kopffüßer, unter anderem der rezenten Perlboote (Nautilidae) und der ausgestorbenen Ammoniten, ist gegliedert in die Wohnkammer, die den Eingeweidesack des Tieres enthält und in die zum Schutz auch der Rest des Weichkörpers zurückgezogen werden kann, und das teils flüssigkeits-, teils gasgefüllte Phragmokon.
Der Phragmokon der Perlboote (wie auch seiner ausgestorbenen Verwandten, vgl. → Nautiloideen) und Ammoniten kann als Grundform betrachtet werden. Es ist durch Kammerscheidewände (Septen) in kleinere Kammern unterteilt, wobei jede Kammerscheidewand die Rückwand einer älteren Wohnkammer ist. Die Kammern werden von einem langen, strangartigen Fortsatz des Eingeweidesacks, dem Siphunculus oder Sipho, komplett durchzogen. Über den Sipho kann ein luftähnliches, mit Stickstoff und Kohlendioxid angereichertes Gas oder eine wässrige Gewebsflüssigkeit in die Kammern abgegeben werden. Dies dient der Regulation des Auftriebs, das heißt, der Phragmokon dient als hydrostatischer Apparat. Während Nautiloideen einfach uhrglasförmig von der Gehäusemündung weg gewölbte Septen mit zentral verlaufendem Sipho besitzen, waren die Septen der Ammoniten, insbesondere die Septen der geologisch jüngeren Formen (Ammoniten i. e. S.) im Kontaktbereich zu den Gehäusewandungen komplex gefältelt (vgl. → Lobenlinie), und der Sipho verlief extern (ventral).

## Belemnoideen und rezente Coleoideen („Endocochleata“)
Bei den moderneren Kopffüßern ist die Schale ins innere des Weichkörpers verlegt und oft weitgehend zurückgebildet oder sogar komplett reduziert.
Bei den fossilen Belemniten ist der Phragmokon relativ kurz und bildet den mittleren Teil des gestreckten Innenskeletts zwischen dem als reduzierte Wohnkammer interpretierten, zungen- bis stabförmigen Proostrakum und dem oft massiven Rostrum („Donnerkeil“). Das konische Phragmokon steckt dabei – meist nur mit seiner Spitze – in der konischen Aussparung (Alveole) des kopfwärtigen Endes des Rostrums, und der Sipho verläuft in der Regel ventral. Die spiralige innere Schale des rezenten Posthörnchens (Spirula spirula) erinnert im Aufbau an den Phragmokon des Nautilus mit einfach uhrglasförmig gewölbten Septen, jedoch mit intern verlaufendem Sipho. Die Schulpen der rezenten Sepien (Sepiida) weisen eine sehr engständige Kammerung mit zur Dorsoventral- und Transversalebene schräggestellten Septen auf, wobei jede Kammer durch eine Vielzahl kurzer, teils stark gewundener und/oder sich verzweigender Zwischenwände („Pfeiler“) labyrinthartig aufgeteilt ist. Statt eines strangartigen Siphos haben Sepien ein breites, von membranösen Gewebe überzogenes Siphonalfeld an der Ventralseite des Phragmokons, das mit ebensolchem Gewebe im inneren des Kammern in Verbindung steht.